# Andsjön (Älgarås socken, Västergötland)
Andsjön är en sjö i Töreboda kommun i Västergötland och ingår i Motala ströms huvudavrinningsområde. Sjöns area är 0,019 kvadratkilometer och den är belägen 133 meter över havet.